# Hannover Rück
La Hannover Rück una società tedesca di riassicurazione con sede a Hannover. È una delle tre più grandi società del settore a livello mondiale.

## Storia
La Hannover Rück nasce il 6 giugno 1966. Negli anni '70 entra nel mercato americano e giapponese. Nel 1981 acquisisce il gruppo Hollandia Group (oggi Hannover Re Group Africa). Nel 1990 segue la acquisizione di Hamburger Internationale Rückversicherungs-AG.
Nel 1994 entra in Borsa. Nel 2013 la società diventa di diritto europeo (SE).

### Azionariato
L'azionista di maggioranza della Hannover Rück è Talanx AG con il 50,2%. Il rimanente è in mano a privati o istituzioni pubbliche.